# Транскей
Транске́й («по ту сторону Кея») — первый из бывших автономных регионов банту у восточного побережья Южно-Африканской Республики. Его площадь составляла 43 800 км², а население около 3,2 миллиона человек. В эпоху политики апартеида Транскей имел автономное управление в качестве бантустана со столицей в Умтате. В 1989 году из 6,2 миллионов представителей народа коса в Транскее жили 2,9 миллионов. Единственным портом Транскея был город Порт-Сент-Джонс.

## История
В XVIII веке здесь поселилось пришедшее с севера племя нгуни, являвшееся отраслью народа коса. Буры именовали нгуни и коса — «кафрами». В 1823 году сюда устремились беглые зулусские рабы. За ними закрепилось имя «финго» (что на языке коса означает: «раб»). Кафры долгое время считали финго низшей расой и не разрешали им жениться на своих дочерях.
В XIX веке, после Наполеоновских войн и англо-голландских колониальных «рокировок», в сопредельной Капской колонии утвердилась Великобритания. В 1847 г. британцы аннексировали Кафрарию к западу от реки Кей. В период 1879—1894 гг. они прибрали к рукам и территорию Транскея (Восточный Грикваленд, Пондоленд и Тембуленд). Этими землями Великобритания управляла посредством назначаемых глав парламентской системы.

### XX век
В 1931 году данная система была преобразована в Общий совет, под председательством белых чиновников. В 1951 году, после объединения различных этнических групп, он был расширен за счёт разных региональных советов. С 1963 года Транскей имел внутреннее самоуправление и 26 октября 1976 года он стал первым бантустаном, которому ЮАР предоставила полную независимость. Все чернокожие уроженцы Транскея и их потомки стали гражданами новой державы, утратив гражданство Южно-Африканской Республики.
Однако независимость Транскея не нашла международного признания. Организация африканского единства выступила с призывом не признавать Транскей, ибо «это означало бы признание апартеида». ООН согласилась с ОАЕ, поддержав данную политическую установку.
Даже Израиль, несмотря на плотные связи с Преторией, признал независимость Транскея лишь де-факто. В израильских телефонных справочниках Транскей фигурировал как независимая страна. Израильский бизнесмен Яков Меридор (близкий друг тогдашнего премьера Менахема Бегина) открыл в Транскее представительство своей компьютерной компании «Дегем». А израильский профессор Йосеф Бен-Дак стал государственным советником Транскея.
В 1977 году начался спор с ЮАР о пограничной линии в Восточном Грикваленде, а 10 апреля 1978 года Транскей оборвал с ней все дипломатические отношения. Однако даже этот шаг не прибавил ему международного престижа. В 1986 году из-за обвинений в коррупции ушёл в отставку глава государства и племянник Нельсона Манделы Кайзер Матанзима, главой государства стал его брат. В 1987 году в Транскее произошёл военный путч, в результате которого он был свергнут, вместо него к власти пришёл генерал Банту Холомиса, позже ставший южноафриканским депутатом.
После ликвидации политической системы апартеида и первых общенациональных южноафриканских парламентских выборов 27 апреля 1994 года Транскей был упразднён, став частью Южно-Африканской Республики. Административно он был включён в Восточную Капскую провинцию. Бывшие граждане Транскея вновь сделались гражданами ЮАР.

### Комментарии
1. ↑  официальный
2. ↑  для вступления законов в силу требуются переводы на эти языки
3. ↑  разрешен в исполнительной и судебной власти
4. ↑  Сискейско-транскейский конфликт[англ.]